# Youssef Obama
Youssef Ibrahim "Obama" (tiếng Ả Rập: يوسف اوباما; sinh ngày 26 tháng 5 năm 1994) là một cầu thủ bóng đá người Ai Cập thi đấu cho Zamalek SC As a Tiền vệ tấn công.
Obama cần câu trả lời cho pha đá hỏng phạt đền ở Giải bóng đá ngoại hạng Ai Cập khi thi đấu cho mượn Al Ittihad Alexandria.

## Danh hiệu

### Câu lạc bộ
Zamalek SC
- Giải bóng đá ngoại hạng Ai Cập: 2014-15
- Cúp bóng đá Ai Cập: 2013-14, 2017–18